# Mikrometeoryt

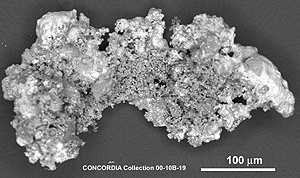
Mikrometeoryt znaleziony na Antarktydzie

Mikrometeoryt – meteoryt o średnicy poniżej 0,1 mm. Stanowi główną część materii kosmicznej spadającej na Ziemię. Ocenia się, że dziennie na powierzchnię Ziemi trafia jej ok. 9  ton. 
Mikrometeoryty docierają na Ziemię prawie bez parowania. Ciepło wydzielane podczas tarcia o atmosferę ziemską jest szybko wypromieniowywane dzięki dużemu stosunkowi pola powierzchni do masy. Mikrometeoryty pochodzą przeważnie z materii pyłowo-gazowej rozproszonej w płaszczyźnie ekliptyki, której gęstość w otoczeniu orbity Ziemi wynosi 10-22 g/m3. Materia, zanim stanie się na Ziemi mikrometeorytem, w przestrzeni kosmicznej nazywa się mikrometeoroidem.